# Sony Ericsson P1

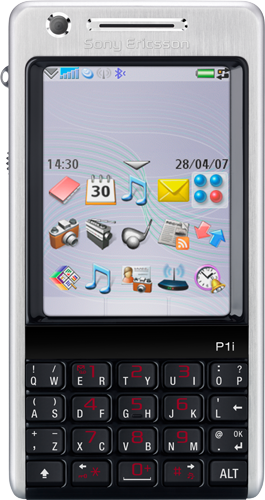
Sony Ericsson P1

A Sony Ericsson P1 mobiltelefon (kódneve: Elena) 2007 júliusában jelent meg a P (azaz a PDA) szériát erősítve.
Méretei 55 x 106 x 15 milliméter, tömege 124 gramm (teleppel)

## Külseje
Színösszeállításból csak egyet találunk Silver Black New néven, ezüst-fekete színösszeállításban gyártják. A telefont az elődmodell M600-ban is megtalálható dupla QWERTY billentyűzet van, ami megkönnyíti a gépelést.
Jobb oldalán a kamera gyorsbillentyűje és egy programozható gyorsgomb van, hozzá jár még egy M2 memóriakártyát befogadó slot.
Másik oldalán az ún. Jog-dialt találjuk. Ez egy kicsi, föl-le görgethető, benyomható kis kezelőszerv, amivel szintén tudunk a menükben navigálni. Alatta a Vissza billentyű van, felette a nyakpánt akasztója van.
A telefon tetején a bekapcsológomb és az infraport helyezkedik el, alul pedig a Sony Ericsson egyedi csatlakozója, a Fastport, és egy apró LED, ami a telefon állapotát hivatott mutatni.
Szembe velünk helyezkedik el a rezisztív technológiájú, 2,6"-os érintőképernyő, mely 240x320 felbontáson 262 ezer színt tud megjeleníteni.
A hátulján helyezkedik el a 3,2 MP-es kamera a dupla LED vaku támogatásával. A hátlap alatt egy 1120 mAh-s lítiumion polimer telepet találunk, ami kb. 440 óra készenléti, ill. 10 óra beszélgetési időt biztosít a készüléknek

## Beltartalom
A telefon a következő hálózatokra tud rákapcsolódni: GSM 900, 1800, 1900 MHz, UMTS (3G) 2100 MHz

Támogatott adatkapcsolati módjai pedig a CSD, a HSCSD, a GPRS és az UMTS, amit 3G néven is ismerünk.
A telefonon Symbian OS 9.1 operációs rendszert futtat UIQ 3.0 kezelőfelülettel. Lelke egy 32bites Philips Nexperia PNX4008 processzor, mely 208 MHz frekvencián működik. A RAM kapacitása: 128 MB (amiből 79 MB hozzáférhető, ez a programok futásához használható), a ROM kapacitása pedig 256 MB (amiből 160 MB hozzáférhető adattárolásra)

## Multimédia
A telefon Memory Stick Micro (M2) memóriakártyával bővíthető (max 8 GB), ami rengeteg zene, videó, kép, ill. program eltárolására képes. Számítógéppel USB kábelen keresztül összeköthető (USB 2.0 szabvány).
A beépített Bluetooth adó-vevő 2.0-s szabványú és támogatja az A2DP profilt is, így sztereó hangátvitelre is képes.
WLAN adóvevője a 802.11a és b szabványokat támogatja, a b szabvánnyal max. 11 Mbps sebességgel képes az internetes böngészésre, illetve támogatja az ad hoc módot is (közvetlen kapcsolat).
Infravörös egység is még található benne, ez max. 115200bit/s (SIR/CIR) sebességre képes, mára azonban már elavult lassú sebessége és a Bluetooth térhódítása miatt.
A kamera felbontása állóképeknél 3,2 MP, videót QVGA (320x240) felbontással 15 fps sebességgel képes. Segédfénnyel rendelkezik, ami egy dupla LED-es fényforrás.
Rádiója RDS támogatással működik.

## Külső hivatkozások
- Hivatalos Sony Ericcson P1 honlap
- Sony Ericsson P1 specifikációk
- Sony Ericcson P1 fórum